# Kognitive Dysphasien
Der Begriff Kognitive Dysphasien wurde von Heidler (2006) geprägt und bezeichnet Sprachverarbeitungsstörungen infolge beeinträchtigter Aufmerksamkeits-, Gedächtnis-, Wahrnehmungs- und Exekutivfunktionen.
Abzugrenzen sind Kognitive Dysphasien von Aphasien, die durch direkte Schädigung der Zentren für Sprachproduktion und Sprachverstehen in den perisylvischen Arealen der linken Gehirnhälfte hervorgerufen werden – allerdings gibt es zahlreiche Überschneidungen, da linkshemipshärische Hirnläsionen meist zahlreiche weitere Regionen schädigen, die für kognitive Leistungen zuständig sind (z. B. linksfrontale Areale für diverse attentionale und exekutive Funktionen). Patienten mit Aphasie leiden daher häufig gleichzeitig unter einer Kognitiven Dysphasie, während eine Kognitive Dysphasie auch ohne Aphasie auftreten kann(bspw. nach rechtshemisphärischer Hirnschädigung). Bei Patienten mit Kognitiver Dysphasie ist das Sprachsystem als solches also oft intakt. Gestört sind vielmehr die kognitiven „Werkzeuge“, die für eine effektive Verwendung des Werkzeugs "Sprache" erforderlich sind (Aufmerksamkeit, Gedächtnis, Wahrnehmung, Exekutivfunktionen).

## Ursachen
Kognitive Dysphasien können viele Ursachen haben, unter anderem Schlaganfälle (teilweiser oder kompletter Verschluss von Blutgefäßen im Gehirn), Tumore, Hypoxien, langjähriger Alkoholabusus, Schädel-Hirn-Traumata oder Entzündungen des Gehirns. Entscheidend ist, dass hierbei Gebiete im Gehirn geschädigt werden, die zuständig sind für Aufmerksamkeit, Wahrnehmung, Gedächtnis und/oder Exekutivfunktionen.
Solche Hirnregionen sind für Aufmerksamkeitsleistungen unter anderem die Formatio reticularis im Hirnstamm, der Thalamus und das Frontalhirn. Die rechte Hirnhälfte ist für die allgemeine Wachheit und die linke Hirnhälfte für spezifische Konzentrationsleistungen bedeutsam.
Für unterschiedliche Gedächtnisfunktionen sind neben anderen Regionen Teile des limbischen Systems zuständig, das auch „Gefühlssystem“ genannt wird. Es umfasst u. a. den Hippocampus und die Mandelkerne, die eine wichtige Rolle bei der emotionalen Bewertung und beim Wiedererkennen von Situationen spielen. Außerdem sind für Gedächtnisleistungen das Frontalhirn und die Langzeitgedächtnisspeicher in der linken Hirnhälfte (Wortspeicher) und in der rechten Hirnhälfte (Episodenspeicher) bedeutsam.
Exekutivfunktionen sind mentale Prozesse höherer Ordnung – z. B. Aufmerksamkeitslenkung, kognitive Flexibilität, Antizipationsvermögen, sprachlogisches Denken oder das Planen, Initiieren, Sequenzieren und Kontrollieren von Handlungen. Solche Funktionen werden vorrangig durch das Frontalhirn gesteuert, das zu allen anderen Regionen des Gehirns Verbindungen hat, so dass es Verhalten effektiv beeinflussen kann. Störungen von Exekutivfunktionen treten deshalb nicht nur auf, wenn das Frontalhirn selbst geschädigt ist, sondern auch, wenn die Verbindungen zu anderen (vor allem subkortikalen) Gebieten unterbrochen werden (z. B. zwischen Frontalhirn und Thalamus, Basalganglien oder Kleinhirn).
Für die Sprachverarbeitung relevante Wahrnehmungsfunktionen sind vor allem auditive und visuelle Perzeptionsleistungen, die durch temporale, parietale und okzipitale Regionen gesteuert werden. Läsionen in diese Arealen können visuo- und auditiv-perzeptive Störungen wie bspw. visuelle oder auditive Agnosien hervorrufen.

## Formen Kognitiver Dysphasien
Kognitive Dysphasien können einerseits hinsichtlich der ihnen zugrunde liegenden kognitiven Funktionsstörungen eingeteilt werden in Kognitive Dysphasien attentionaler, mnestischer, perzeptueller und/oder dysexekutiver Genese, andererseits können sie in Bezug auf die Erkrankung beschrieben werden, in deren Rahmen sie auftreten, z. B. Kognitive Dysphasien bei Schädel-Hirn-Traumata, nach hypoxischen Hirnschädigungen, im Rahmen psychiatrischer Erkrankungen usw.; bei bestimmten Erkrankungen dominieren oft bestimmte Formen Kognitiver Dysphasien (z. B. Kognitive Dysphasien mnestischer Genese nach hypoxischen Hirnschädigungen oder Kognitive Dysphasien dysexekutiver Genese bei affektiven Psychosen).
- Kognitive Dysphasien attentionaler Genese (infolge gestörter Aufmerksamkeitsleistungen): Störungen der Aufmerksamkeitsintensität (Wachheit) führen vor allem zur Verlangsamung der Informationsverarbeitung. Dies verringert die Geschwindigkeit der Sprachverarbeitung und führt zu verzögerten Antworten und einem verlangsamten Redefluss. Da Umweltveränderungen nicht mehr zeitgerecht wahrgenommen und verbale Reize nur noch oberflächlich verarbeitet werden können, kommt es zu Kohärenzbrüchen in den Äußerungen. Störungen der Aufmerksamkeitsselektion (Konzentration) beeinträchtigen vor allem das Ausfiltern irrelevanter verbaler Informationen. Dies führt bspw. in Gesprächssituationen zu Schwierigkeiten, sich von einem aktuellen Fokus zu lösen und auf einen neuen Fokus einzustellen (z. B. auf ein neues Thema oder einen anderen Gesprächspartner). Zudem kann die Wahrnehmung von Sprache unter Geräuschbedingungen erschwert sein, so dass relevante Informationen aus konkurrierenden akustischen Reizen nicht mehr sicher herausgefiltert werden können.

- Kognitive Dysphasien mnestischer Genese (infolge gestörter Gedächtnisleistungen): Zwischen Gedächtnis- und Sprachverarbeitungsprozessen besteht eine konstitutive Wechselwirkung, da ohne funktionierende Gedächtnissysteme keine sprachliche Strukturerzeugung möglich ist. Wichtig sind das Langzeitgedächtnis (semantisches und episodisches Wissen), prozedurale Gedächtnissysteme (syntaktische Verarbeitung) sowie verbale Arbeits- und Kurzzeitgedächtnisprozesse. Sprachverarbeitung ist ihrerseits für viele Gedächtnisfunktionen (zum Beispiel Enkodierprozesse) Voraussetzung, so dass bei Sprachsystemstörungen (Aphasien) der Neuerwerb von Wissen erschwert sein kann. Kognitive Dysphasien mnestischer Genese können bspw. das Langzeitgedächtnis betreffen. Schwere Altgedächtnisstörungen führen vor allem zu einer Verarmung des sprachlichen Ausdrucks, da meist erst die Erinnerung an bestimmte Episoden eine sprachliche Äußerung lebendig macht. Zudem kann es zu Konfabulationen kommen, d. h. falschen Äußerungsinhalten ohne bewusste Täuschungsabsicht ("Am Wochenende war ich Eis essen auf dem Mars."). Ist hingegen die Einspeicherungsfunktion des Gedächtnisses beeinträchtigt (Neugedächtnisstörung), wird im Extremfall das im Gespräch Gesagte bereits nach kurzer Zeit vergessen. Die Folgen sind Sprachverständnisprobleme, die meist eingebettet sind in allgemeine Störungen der Orientierung zu Ort, Zeit und Situation.

- Kognitive Dysphasien dysexekutiver Genese (infolge gestörter Exekutivfunktionen): Sprachverarbeitungsstörungen infolge gestörter Exekutivprozesse wirken sich auf das Planen, Starten, Stoppen und Kontrollieren von Sprachhandlungen aus. So können Störungen des Antriebs und der Initiierung dazu führen, dass der Betroffene seine Sprachproduktion gar nicht erst starten kann (Hemmung). Eine fehlende Kontrolle kann bewirken, dass eine begonnene Sprachproduktion nicht mehr gestoppt werden kann (Enthemmung). Oft können auch Assoziationen nicht inhibiert werden, so dass es dem Betroffenen schwerfällt, sich auf das Wesentliche zu beschränken und er viel und häufig zusammenhanglos und tangential (am Thema vorbei) redet. Gestörte Kontrollprozesse führen dazu, dass Fehler (falsche Wortauswahl, Erzählen von irrelevanten Details usw.) nicht bemerkt und dementsprechend auch nicht korrigiert werden können.

- Kognitive Dysphasien perzeptueller Genese (infolge beeinträchtigter Wahrnehmungsfunktionen): Eine häufige Ursache für Kognitive Dysphasien perzeptueller Genese sind materialspezifische oder generalisierte apperzeptive und/oder assoziative Agnosien, bei denen entweder die Phase des Erkennens beeinträchtigt ist (apperzeptiv) oder die Anknüpfung an die Bedeutung misslingt (assoziativ). Bei visuellen Agnosien können die Patienten bspw. Gegenstände oder Gesichter nicht mehr erkennen (und entsprechend nicht korrekt benennen), bei auditiven Agnosien können sie sinntragende Umweltgeräusche (Hundebellen, Handyklingeln) oder gesprochene Sprache nicht mehr erkennen/verstehen.

## Diagnostik Kognitiver Dysphasien
Für die Erfassung gestörter attentionaler, mnestischer, perzeptueller und exekutiver Funktionen stehen zahlreiche standardisierte neuropsychologische Testverfahren zur Verfügung.

## Therapie Kognitiver Dysphasien
Die Behandlung Kognitiver Dysphasien sollte vor allem durch Neuropsychologen erfolgen, die auf das Training gestörter Aufmerksamkeits-, Gedächtnis-, Wahrnehmungs- und Exekutivfunktionen spezialisiert sind. Da es jedoch kaum niedergelassene Neuropsychologen gibt, müssen und können solche Leistungen auch im Rahmen der Logopädie mit Hilfe einer speziellen kognitiv orientierten Sprachtherapie trainiert werden. Ziel ist entweder eine störungsspezifische oder aber kompetenzerhaltende Behandlung derjenigen kognitiven Funktionen, welche die Sprachverarbeitung des Patienten im Alltag am meisten beeinträchtigen. Priorität hat generell die Erzeugung eines ausreichenden Aktivitätsniveaus durch Training von Exekutivfunktionen, selektiver Aufmerksamkeit, Aufmerksamkeitsfokussierung und mentaler Umstellfähigkeit, da erst durch ausreichende Aufmerksamkeitsfunktionen sprachverarbeitungsrelevante Hirnareale gezielt aktiviert werden können.